# Leonida Mastrodicasa
Pour les articles homonymes, voir Mastrodicasa.
Leonida Mastrodicasa, né le 23 janvier 1888 à Pérouse et mort en déportation le 20 mai 1942 au camp de concentration de Hinzert (Trèves), est un ouvrier mécanicien, qui fut militant anarchiste et anarcho-syndicaliste italien en France et en Suisse.
Par trois fois déclaré déserteur par l'armée italienne, il est volontaire pendant la révolution sociale espagnole de 1936 dans la section italienne de la Colonne Ascaso et décoré de la Légion d'honneur au titre de son action dans la résistance intérieure française pendant la Seconde Guerre mondiale.

## Antimilitariste et déserteur
Jeune mécanicien aux aciéries de Treni, Leonida Mastrodicasa entre en contact avec le mouvement anarchiste.
Appelé sous les drapeaux en 1909, il déserte au bout de quelques mois et se réfugia à Milan. Bénéficiant de l’amnistie de 1911, il revint à Pérouse où il travaille dans un atelier de mécanique. Mobilisé une nouvelle fois lors de la guerre en Libye, il déserte une deuxième fois.
En 1914, il se réfugie à Genève où il collabore au Réveil anarchiste.
Lors de la déclaration de guerre, il refuse de rentrer en Italie et est déclaré déserteur pour la troisième fois.
Il est arrêté en juin 1919 pour son militantisme, et est interné au fort militaire de Savatan, puis expulsé de Suisse en novembre vers l'Italie.
Il est à nouveau envoyé au service militaire. Début 1920, il tente une nouvelle désertion, mais est arrêté et envoyé en Albanie.
Il est démobilisé en janvier 1921 et rejoint Pérouse où il travaille à la Société industrielle aéronautique et mécanique Italia centrale.

## Anti-fasciste en exil
Militant actif contre la montée du fascisme, il est poursuivi en avril 1921 pour « association de malfaiteurs et fabrication d’explosifs » et se réfugie dans la clandestinité jusqu’à l’obtention, en novembre, d’un non lieu pour « insuffisance de preuves ».
En 1922, à Milan, il est membre de l'Unione Sindacale Italiana.
Réfugié en France après la prise du pouvoir par Mussolini, il collabore en 1927 et 1928, sous le pseudonyme de Numitore au journal anarchiste La Lotta Umana publié à Paris par Luigi Fabbri ainsi qu'à d'autres journaux libertaires de l'exil italien comme Lotta Anarchica (1929-1933), avec Camillo Berneri ou Lotte Sociali (1933-1935).
Les 11 et 12 novembre 1933 à Puteaux, il participe à la fondation de la Fédération anarchiste des réfugiés italiens (Federazione anarchica dei profughi italiani).

## Révolution sociale espagnole de 1936
Dès le début de la révolution sociale espagnole de 1936, il organise avec Virgilio Gozzoli et Umberto Tommasini un comité anarchiste chargé de recruter des volontaires.
En novembre, il rejoint l'Espagne avec sa compagne et sa fille et adhère à la Confédération nationale du travail. Il aurait été milicien dans la section italienne de la Colonne Ascaso. Il collabore au journal de Camillo Berneri, Guerra di Classe.
Après les Journées de mai 1937 à Barcelone et l’assassinat de Camillo Berneri par les staliniens, il rentre en France où il participe à la création de l'Union Anarchiste Italienne (UAI).

## Résistance, déportation et Légion d'honneur

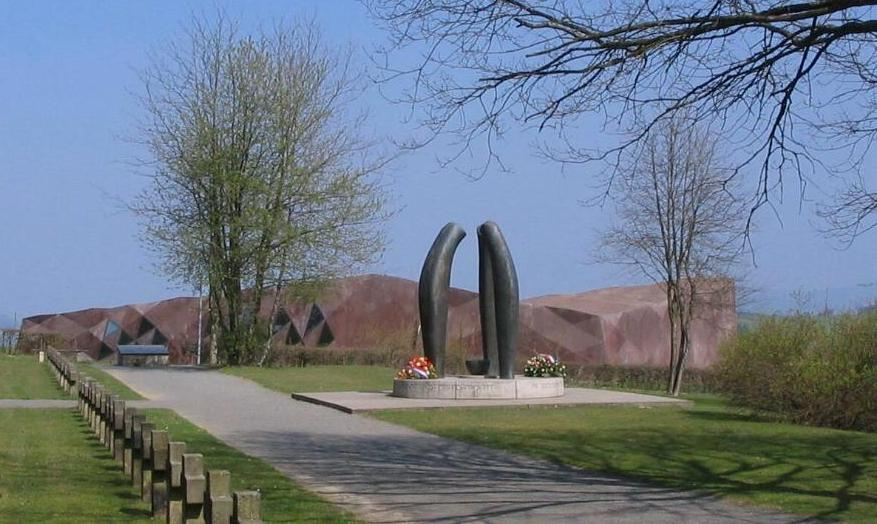
Mémorial du camp de concentration de Trèves.

Lors de la déclaration de guerre, pour échapper à l’expulsion et bien que tuberculeux, il s’engage dans la Légion étrangère et participe à la défense de Paris.
Résistant, il est arrêté en janvier 1941 et déporté en Allemagne avec entre autres Giovanna Berneri.
Interné au camp de concentration de Trèves, il serait, selon la police, mort de tuberculose le 20 mai 1942 et aurait été enterré au cimetière du camp.

## Hommages
- À la libération le gouvernement français le décore de l'Ordre national de la Légion d'honneur au titre de la résistance et accorde une pension à sa compagne considérée comme veuve de guerre.
- En 1968, une rue principale de Ponte Felcino a été inaugurée par la municipalité de Pérouse[3].

## Publications
- Lotta Anarchica, « organe bimensuel du Comité provisoire pour le regroupement de la force communiste-anarchiste », Paris, 1929-1933[4].
- Jean Girardin (s/d), avec Virgilio Gozzoli, Amleto Astolfi, Remo Franchini, Lotte Sociali, Paris, 1933-1935, mensuel édité par la Fédération Anarchiste des Réfugiés Italiens[5].

### Notices
- Dictionnaire biographique, mouvement ouvrier, mouvement social : notice biographique.
- Dictionnaire des anarchistes, « Le Maitron » : notice biographique.
- Dictionnaire international des militants anarchistes : notice biographique.
- Chantier biographique des anarchistes en Suisse : notice biographique.
- Centre International de Recherches sur l'Anarchisme (Lausanne) : notice bibliographique.